# Наубол
Наубол је у грчкој митологији било име више личности.

## Митологија
1. Био је човек из Фокиде, Орнитов или Хипасов син.[1] Био је Ифитов отац.[2]
2. Феачанин, Еуријалов отац, кога је поменуо Хомер у „Одисеји“.[1]
3. Лернов син и Клитонејев отац.[1] Био је краљ Танагре у Беотији. Помињали су га Аполоније са Родоса и Ликофрон.[3]
4. Пилов отац и предак Јоле коју је пожелео Херакле.[1]
5. Паусанија помиње Наубола као Фоковог сина и оснивача Дримеје.[4]

## Астрономија
Једна варијанта латинског имена Наубола Феачанина (Naubolos) је назив за кратер на Сатурновом сателиту Тетису, близу Тетисовог јужног пола, по коме је именован и 15. Тетисов квадрангл.

## Биологија
Друга варијанта латинског имена ових личности (Naubolus) је назив за род у оквиру групе паука.